# 2131 Mayall
2131 Mayall eller 1975 RA är en asteroid i huvudbältet som upptäcktes den 3 september 1975 av den amerikanske astronomen Arnold R. Klemola vid Lick observatoriet. Den har fått sitt namn efter Nicholas Mayall.
Asteroiden har en diameter på ungefär 8 kilometer och den tillhör asteroidgruppen Hungaria.